# Вльгова, Петра
Пе́тра Вльго́ва (словац. Petra Vlhová; род. 13 июня 1995, Липтовски-Микулаш) — словацкая горнолыжница, олимпийская чемпионка 2022 года в слаломе, чемпионка мира 2019 года в гигантском слаломе (первая чемпионка мира по горнолыжному спорту в истории Словакии), обладательница Кубка мира 2020/21 в общем зачёте, многократная победительница этапов Кубка мира. Чемпионка первых юношеских Олимпийских игр. Специализируется в технических дисциплинах и комбинации. Лучшая спортсменка года в Словакии (2019, 2020, 2021, 2022).

## Карьера

### 2010-е годы
Петра начала выступать в соревнованиях континентального уровня в ноябре 2010 года.
В январе 2012 года словачка выступала на первых юношеских Олимпийских играх в Инсбруке. Там она за явным преимуществом выиграла соревнование слаломисток (у второго места она выиграла более полутора секунд). Также занимала четвёртые места в суперкомбинации и гигантском слаломе. В конце того же сезона стала бронзовым призёром чемпионата мира среди юниоров в слаломе.
В декабре 2012 года дебютировала на этапе Кубка мира, став 11-й в слаломе на первом в карьере этапе, который прошёл в австрийском Земмериннге.
На Олимпийских играх в Сочи Вльгова выступала в технических дисциплинах и оба раза попадала в тридцатку сильнейших, став 19-й в слаломе и 24-й в гигантском слаломе.
В сезоне 2015/16 словачка одержала первую победу в Кубке мира. Она выиграла слалом в шведском Оре, а спустя несколько недель доказала неслучайность своего успеха, заняв призовое место на слаломном этапе в Лиенце. Вльгова стала второй в истории представительницей Словакии после Вероники Велес-Зузуловой, выигравшей этап Кубка мира.
В сезоне 2016/17 выиграла свой второй этап Кубка мира, победив в слаломе в американском Аспене. В общем зачёте Кубка мира Петра стала 10-й. На чемпионате мира в Санкт-Морице завоевала серебро в командных соревнованиях.

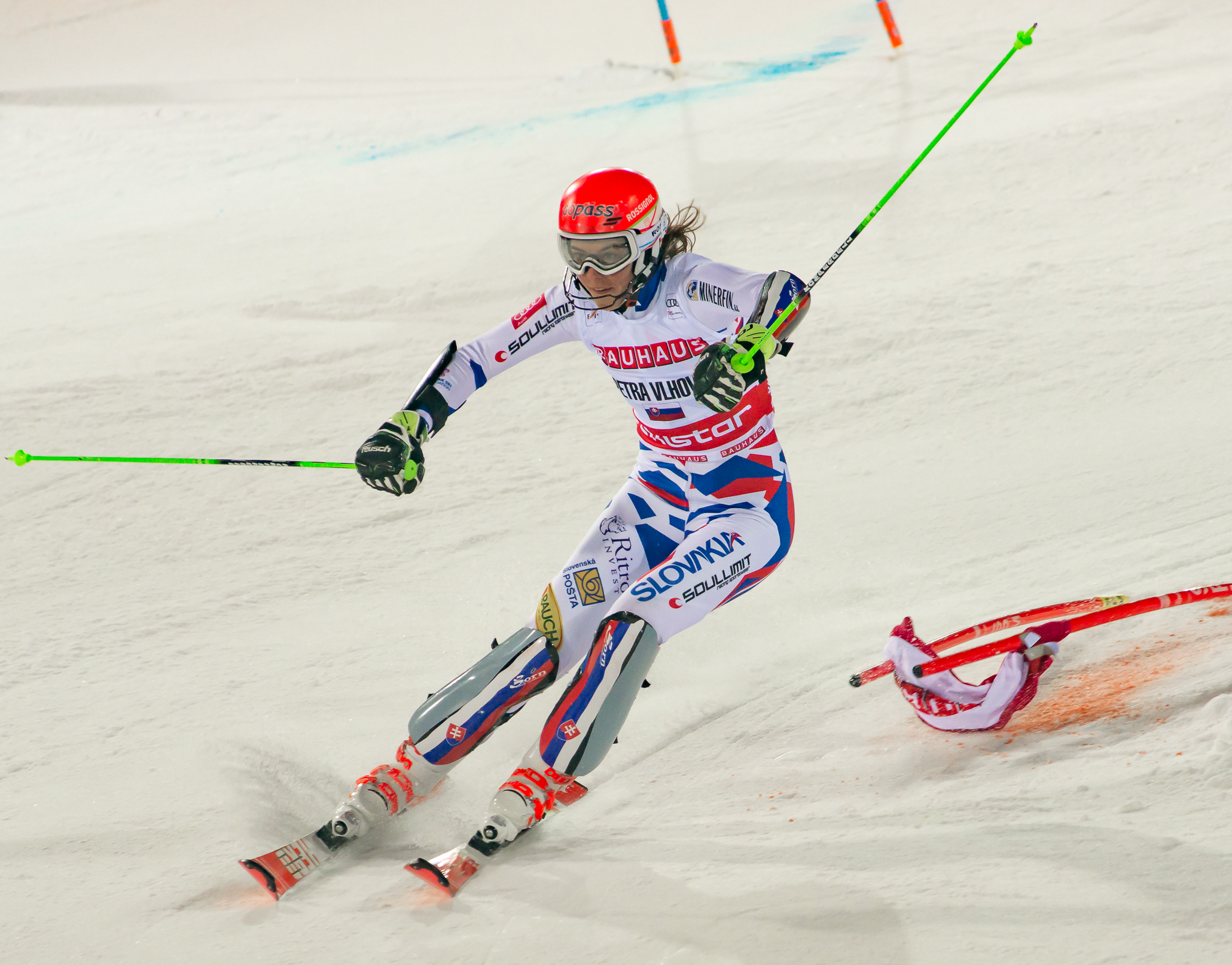
Петра в 2018 году

В сезоне 2017/18 Петра выиграла два этапа Кубка мира в слаломе. В общем зачёте Кубка мира словачка стала пятой, а в зачёте слалома — четвёртой. На Олимпийских играх в Пхёнчахане рассматривалась как претендент на награды в слаломе, но заняла только 13-е место. Также 13-й Вльгова стала в гигантском слаломе, а в комбинации заняла пятое место.
В сезоне 2018/19 Петра значительно прибавила в гигантском слаломе, выиграв сразу три этапа Кубка мира в этой дисциплине, ещё по одной победе Вльгова одержала в слаломе и параллельном слаломе. В общем зачёте Вльгова стала второй после Микаэлы Шиффрин, также второе место Петра заняла в зачёте слалома и гигантского слалома. На чемпионате мира 2019 года в шведском Оре Петра завоевала три награды: серебро в комбинации, золото в гигантском слаломе и бронзу в слаломе. Победа в гигантском слаломе стала первой для словацких горнолыжников за всю историю чемпионатов мира во всех дисциплинах.
В сезоне 2019/20 до его приостановки из-за пандемии COVID-19 успела одержать пять побед на этапах Кубка мира, в том числе три победы в слаломе. 24 января 2020 года Петра впервые попала в топ-10 на этапе Кубка мира в скоростном спуске в болгарском Банско. 21 февраля она стала 4-й в скоростном спуске на этапе в Кран-Монтане. В общем зачёте Вльгова стала третьей после Федерики Бриньоне и Микаэлы Шиффрин, победив при этом в зачётах слалома и параллельных дисциплин.

### 2020-е годы
В начале сезона 2020/21 выиграла два подряд слалома на этапе Кубка мира в финском Леви, а 26 ноября 2020 года победила в параллельном слаломе в австрийском Лехе. 1 февраля 2021 года впервые в карьере стала призёром Кубка мира в скоростных дисциплинах, заняв второе место в супергиганте в Гармиш-Партенкирхене. На чемпионате мира 2021 года в Кортине-д’Ампеццо завоевала два серебра — в комбинации и слаломе. В супергиганте Вльгова заняла 9-е место, а в гигантском слаломе осталась только 12-й.
7 марта 2021 года выиграла гигантский слалом на этапе Кубка мира в словацкой Ясне. Таким образом, Петра третий сезон подряд выиграла не менее пяти этапов Кубка мира. 12 марта стала первой в слаломе в шведском Оре. Вльгова стала 23-й в истории горнолыжницей, выигравшей за карьеру не менее 20 этапов Кубка мира. 20 марта 2021 года обеспечила себе победу в общем зачёте Кубка мира за один старт до окончания сезона.

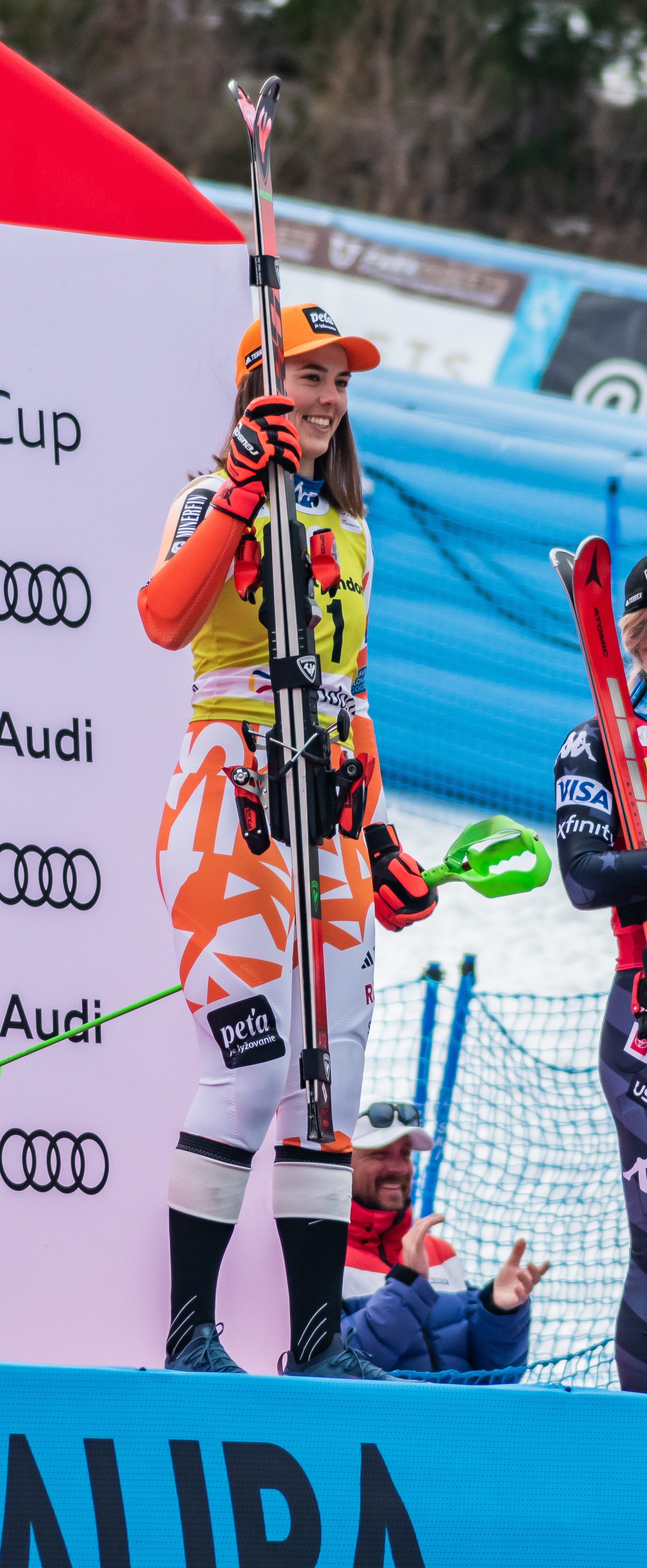
2023 год

20 и 21 ноября 2021 года повторила победный «дубль» 2020 года в слаломе на этапе Кубка мира в финском Леви. Таким образом, Вльгова пятый сезон подряд выигрывает не менее двух этапов Кубка мира. В декабре 2021 года и январе 2022 года выиграла ещё три этапа Кубка мира в слаломе (в Австрии, Хорватии и Словении), и 11 января обеспечила себе победу в зачёте этой дисциплины после второго места в Шладминге (победу одержала Шиффрин) за два старта до окончания слаломных соревнований в сезоне.
9 февраля 2022 года на Олимпийских играх в Пекине Вльгова победила в слаломе. В первой попытке Петра была только восьмой, но выиграла вторую, опередив по сумме на 0,08 сек Катарину Линсбергер и на 0,12 сек Венди Хольденер. Это была первая в истории медаль Словакии в горнолыжном спорте на Олимпийских играх. Ранее чемпионом зимних Игр от Словакии становилась только биатлонистка Анастасия Кузьмина. 13 февраля стало известно, что Вльгова пропустит остаток Олимпийских игр из-за травмы лодыжки и желания лучше подготовиться к окончанию сезона 2021/22.
11 марта 2022 года выиграла гигантский слалом в шведском Оре (второй сезон подряд). По итогам сезона 2021/22 заняла второе место в общем зачёте Кубка мира (1309 очков), уступив Микаэле Шиффрин (1493).
10 января 2023 года выиграла слалом на этапе Кубка мира во Флахау. Сезон 2022/23 стал восьмым подряд, в котором Вльгова выиграла как минимум один этап Кубка мира. По итогам сезона Петра стала третьей в общем зачёте Кубка мира, уступив Шиффрин и Ларе Гут-Бехрами.
На чемпионате мира 2023 года в Мерибеле Петра из-за плохого самочувствия решила не выступать в комбинации (в которой была призёром в 2019 и 2021 годах) и супергиганте. В гигантском слаломе заняла 7-е место (лучшее на чемпионатах мира в этой дисциплине, кроме победы в 2019 году). В слаломе Вльгова стала пятой, на четвёртом чемпионате мира подряд Петра попала в топ-5 в слаломе.
21 декабря 2023 года победила в слаломе в Куршевеле, Шиффрин уступила Петре 0,24 сек, а все остальные — более 2 сек. Вльгова стала 13-й горнолыжницей в истории, выигравшей 30 этапов Кубка мира (в том числе 21 победа была одержана в слаломе). В слаломе этапы Кубка мира чаще выигрывали только Микаэла Шиффрин, Марлис Шильд и Френи Шнайдер. 7 января 2024 года выиграла слалом в Краньске-Горе, опередив на 0,72 сек Лену Дюрр. Это была 31-я в карьере Вльговой победа на этапах Кубка мира (22-я в слаломе), она обошла Яницу Костелич и стала лидером по победам в Кубке мира среди всех горнолыжников славянского происхождения (как женщин, так и мужчин).
20 января 2024 года упала на трассе гигантского слалома на домашнем этапе Кубка мира в Ясне и порвала крестообразную и медиальную связки правого колена. Сезон 2023/24 для Вльговой оказался завершён, на момент травмы она шла на втором месте в общем зачёте Кубка мира. Пропустила начало сезона 2024/25, в декабре 2024 года стало известно, что участие Вльговой в чемпионате мира в феврале 2025 года находится под вопросом.
В 2024 году награждена орденом Людовита Штура I класса.

## Выступления на крупнейших соревнованиях

### Зимние Олимпийские игры
| Олимпийские игры | Скоростной спуск | Супергигант | Гигантский слалом | Слалом | Комбинация | Команды |
| ---------------- | ---------------- | ----------- | ----------------- | ------ | ---------- | ------- |
| 2014 Сочи        | —                | —           | 24                | 19     | —          | н/д     |
| 2018 Пхёнчхан    | DNF              | 32          | 13                | 13     | 5          | 1/8     |
| 2022 Пекин       | —                | —           | 14                | 1      | —          | —       |

### Чемпионаты мира
6 медалей (1 золотая, 4 серебряные, 1 бронзовая)
| Чемпионат мира         | Скоростной спуск | Супергигант | Гигантский слалом | Слалом | Комбинация | Команды | Паралл. гигантский слалом |
| ---------------------- | ---------------- | ----------- | ----------------- | ------ | ---------- | ------- | ------------------------- |
| 2013 Шладминг          | —                | —           | —                 | DNF1   | —          | 1/8     | н/д                       |
| 2015 Вейл/Бивер-Крик   | —                | —           | 30                | 44     | —          | —       | н/д                       |
| 2017 Санкт-Мориц       | —                | —           | 8                 | 4      | —          | 2       | н/д                       |
| 2019 Оре               | —                | —           | 1                 | 3      | 2          | —       | н/д                       |
| 2021 Кортина-д’Ампеццо | —                | 9           | 12                | 2      | 2          | —       | DNFQ                      |
| 2023 Мерибель          | —                | —           | 7                 | 5      | —          | —       | —                         |

### Победы на этапах Кубка мира
| №  | Сезон   | Дата        | Место проведения | Дисциплина              |
| -- | ------- | ----------- | ---------------- | ----------------------- |
| 1  | 2015/16 | 13 дек 2015 | Оре              | Слалом (1)              |
| 2  | 2016/17 | 18 мар 2017 | Аспен            | Слалом (2)              |
| 3  | 2017/18 | 11 ноя 2017 | Леви             | Слалом (3)              |
| 4  | 2017/18 | 28 янв 2018 | Ленцерхайде      | Слалом (4)              |
| 5  | 2018/19 | 28 дек 2018 | Земмеринг        | Гигантский слалом (1)   |
| 6  | 2018/19 | 1 янв 2019  | Осло             | Параллельный слалом (1) |
| 7  | 2018/19 | 8 янв 2019  | Флахау           | Слалом (5)              |
| 8  | 2018/19 | 1 фев 2019  | Марибор          | Гигантский слалом (2)   |
| 9  | 2018/19 | 8 мар 2019  | Шпиндлерув-Млин  | Гигантский слалом (3)   |
| 10 | 2019/20 | 15 дек 2019 | Санкт-Мориц      | Параллельный слалом (2) |
| 11 | 2019/20 | 4 янв 2020  | Загреб           | Слалом (6)              |
| 12 | 2019/20 | 14 янв 2020 | Флахау           | Слалом (7)              |
| 13 | 2019/20 | 18 янв 2020 | Сестриере        | Гигантский слалом (4)   |
| 14 | 2019/20 | 16 фев 2020 | Краньска-Гора    | Слалом (8)              |
| 15 | 2020/21 | 21 ноя 2020 | Леви             | Слалом (9)              |
| 16 | 2020/21 | 22 ноя 2020 | Леви             | Слалом (10)             |
| 17 | 2020/21 | 26 ноя 2020 | Лех/Цюрс         | Параллельный слалом (3) |
| 18 | 2020/21 | 3 янв 2021  | Загреб           | Слалом (11)             |
| 19 | 2020/21 | 7 мар 2021  | Ясна             | Гигантский слалом (5)   |
| 20 | 2020/21 | 12 мар 2021 | Оре              | Слалом (12)             |
| 21 | 2021/22 | 20 ноя 2021 | Леви             | Слалом (13)             |
| 22 | 2021/22 | 21 ноя 2021 | Леви             | Слалом (14)             |
| 23 | 2021/22 | 29 дек 2021 | Лиенц            | Слалом (15)             |
| 24 | 2021/22 | 4 янв 2022  | Загреб           | Слалом (16)             |
| 25 | 2021/22 | 9 янв 2022  | Краньска-Гора    | Слалом (17)             |
| 26 | 2021/22 | 11 мар 2022 | Оре              | Гигантский слалом (6)   |
| 27 | 2022/23 | 10 янв 2023 | Флахау           | Слалом (18)             |
| 28 | 2022/23 | 18 мар 2023 | Сольдеу          | Слалом (19)             |
| 29 | 2023/24 | 11 ноя 2023 | Леви             | Слалом (20)             |
| 30 | 2023/24 | 21 дек 2023 | Куршевель        | Слалом (21)             |
| 31 | 2023/24 | 7 янв 2024  | Краньска-Гора    | Слалом (22)             |